# Vrijstaat (provincie)
Vrijstaat (Afrikaans: Vrystaat; Engels: Free State; Sotho: Foreistata) is een van de negen provincies van Zuid-Afrika. De hoofdstad is Bloemfontein, tevens de rechterlijke hoofdstad van Zuid-Afrika.
Het gebied ligt in de hoogvlakte die begrensd wordt door de Drakensbergen.
De provincie telt ruim 2,7 miljoen inwoners en heeft een oppervlakte van bijna 130.000 km².
Van de bevolking is 88% zwart, 9% blank en 3% kleurling. Belangrijkste huistalen zijn Zuid-Sotho (63%), Afrikaans (12%), Xhosa (7%), Tswana (5%) en Zoeloe (4%).

## Geschiedenis
De Oranje Vrijstaat (voorheen Transoranje, later Oranje-Vrystaat in het Afrikaans) was de historische voorganger van de huidige Zuid-Afrikaanse provincie Vrijstaat. De Vrijstaat werd opgericht door de Voortrekkers. De Britten erkenden de onafhankelijkheid van de Oranje Vrijstaat op 17 februari 1854, en het land werd onafhankelijk op 23 februari 1854. In 1902 werd het na de Tweede Boerenoorlog door het Verenigd Koninkrijk bij de Unie van Zuid-Afrika ingelijfd en werd hierna een provincie. De oude naam Oranje Vrijstaat is in juni 1995 ingekort tot Vrijstaat.

## Indeling
De provincie Vrijstaat bestaat uit één grootstedelijke gemeente en 4 districten. De districten zijn op hun beurt nog eens onderverdeeld in totaal 19 lokale gemeenten.

### Grootstedelijke gemeente
- Mangaung

### Districten
- District Fezile Dabi
  - Moqhaka
  - Ngwathe
  - Metsimaholo
  - Mafube
- District Lejweleputswa
  - Masilonyana
  - Tokologo
  - Tswelopele
  - Matjhabeng
  - Nala
- District Thabo Mofutsanyana
  - Setsoto
  - Dihlabeng
  - Nketoana
  - Maluti-a-Phofung
  - Phumelela
  - Mantsopa
- District Xhariep
  - Letsemeng
  - Kopanong
  - Mohokare
  - Naledi

## Politiek
De volksvertegenwoordiging wordt gevormd door de Provinciale Wetgevende Macht die bestaat uit 30 leden gekozen voor vijf jaar. De verkiezingen voor een nieuwe Provinciale Wetgevende Macht vinden tegelijkertijd plaats met de landelijke verkiezingen. De grootste partij in de Provinciale Wetgevende Macht is het Afrikaans Nationaal Congres (ANC) met 18 zetels. De oppositie wordt gevormd door drie partijen: Democratische Alliantie (DA) (6), Economische Vrijheidsstrijders (EFF) (4) en het Vrijheidsfront Plus (FF+) (1). Parlementsvoorzitter is sinds 2019 Zanele Sifuba.
Uit het midden van het provinciale parlement wordt een regering (Uitvoerende Raad) gevormd onder leiding van een premier. De huidige premier is Sisi Ntombela (ANC). Alle leden van de Uitvoerende Raad (regering) behoren tot het ANC.